# Sid Ahmed Benamara
Sid Ahmed Benamara, né le 9 juillet 1973 à Oran, est un footballeur international algérien. Il évoluait au poste de milieu défensif.
Il compte 17 sélections en équipe d'Algérie entre 1996 et 1998.

## Biographie

### En club
Sid Ahmed Benamara réalise ses débuts dans un des clubs de sa ville natale, l'ASM Oran (1993-1995). Il est ensuite transféré au grand club rival, le MC Oran, où il joue pendant quatre saisons.
Il part ensuite en 1999 à JSM Béjaia, et évolue avec la JSMB pendant quatre saisons. Il revient ensuite dans son club formateur à Oran, où il joue pendant une saison.
Il retourne ensuite à la JSMB, où il reste trois saisons. Il retourne ensuite à l'ASM Oran pour une saison, avant de terminer sa carrière à l'ES Mostaganem.

### En équipe nationale
Sid Ahmed Benamara reçoit 15 sélections en équipe d'Algérie entre 1996 et 1998, inscrivant un but.
Le 2 juin 1996, il dispute un match face au Kenya rentrant dans le cadre des éliminatoires du mondial 1998, avec pour résultat une défaite 3-1 à Nairobi.
Il inscrit son seul et unique but avec l'Algérie le 20 décembre 1997, lors d'un match amical contre l'Égypte. Les algériens l'emporte sur le score de 1-2 à Assouan.
Il participe avec l'équipe d'Algérie à la Coupe d'Afrique des nations 1998 organisée au Burkina Faso. Il joue deux matchs lors de cette compétition.
Le tableau suivant indique les rencontres de l'équipe d'Algérie dans lesquelles Sid Ahmed Benamara a été sélectionné depuis le 26 mai 1996 jusqu'à 5 juin 1998.

## Carrière
- 1993-1996 :  ASM Oran
- 1996-1997 :  CS Contantine[4]
- 1997-1999 :  MC Oran
- 1999-2003 :  JSM Béjaia
- 2003-2004 :  ASM Oran
- 2004-2007 :  JSM Béjaia
- 2007-2008 :  ASM Oran
- 2008-2014 :  ES Mostaganem

## Palmarès
- Champion d'Algérie en 1997 avec le CS Constantine[5],[6].
- Finaliste de la coupe d'Algérie en 1998 avec le MC Oran.
- Vainqueur de la coupe arabe des vainqueurs de coupe en 1998 avec le MC Oran.
- Vainqueur de la supercoupe arabe en 1999 avec le MC Oran.
- Accession en Ligue 1 en 1995 avec l'ASM Oran.
- Accession en Ligue 1 en 2006 avec la JSM Béjaïa.